# Gibby, un amour de singe
Pour plus de détails, voir Fiche technique et Distribution.
Gibby, un amour de singe (Gibby) est un film indépendent américain réalisé par Phil Girn sortit en 2016.
Il a pour principaux interprètes Shannon Elizabeth, Peyton Meyer, Vivica A. Fox, Sean Patrick Flanery.
Il obtient une sortie en dvd en France le 7 juin 2016 et est diffusé en France à la télévision sur la chaine Gulli le 7 juin 2018.

## Synopsis
Quand Katie perd sa maman, c’est le drame et elle n’a plus rien envie de faire. Un jour, son professeur lui confie son petit singe Gibby, ce qui lui redonne le goût de vivre et de faire de la gymnastique.

## Distribution
- Shannon Elizabeth : Mme Martin
- Peyton Meyer : Tommy
- Vivica A. Fox : La directrice
- Sean Patrick Flanery : Franck
- Crystal: Gibby, le petit singe